# M. Yu. Lermontov
Die M. Yu. Lermontov (russisch М. Ю. Лермонтов, dt. M. Ju. Lermontow) ist ein Flusskreuzfahrtschiff, das im Jahre 1958 in der Tschechoslowakei in der Werft Narodny Podnik Škoda in Komárno (heute Slovenské Lodenice Komárno, damals Bestandteil des Škoda-Konzerns) gebaut wurde und zur Rossiya-Klasse (Projekt 785/OL800) gehört. Sie wird von OAO PassazhirRetschTrans auf Jenissei auf der Strecke Krasnojarsk – Dudinka betrieben.

## Beschreibung
Das Flusskreuzfahrtschiff mit zwei Passagierdecks wurde 1958 bei der slowakischen Werft Narodny Podnik Škoda in Komárno für die Reederei „Jenisseiskoje Retschnoje Parochodstwo“ (Jenissei-Flussreederei) in Krasnojarsk gebaut. Sie gehörte zu einer 1952 bis 1958 hergestellten Baureihe von 36 Schiffen der Rossiya-Klasse, welcher auch als „Projekt 785“ oder „OL800“ (slowakisch: osobna lod 800 – deutsch: Passagierschiff 800 PS) bekannt war. Die M. Yu. Lermontov verfügt über einen dieselelektrischen Antrieb mit zwei Hauptmotoren. Nach langer Überführung zum Jenissei wurde M. Yu. Lermontov 1959 in Dienst gestellt. Bis 1991 war sie auf der Strecke Krasnojarsk – Dudinka eingesetzt. Nach einer Pause (1992–1995) setzte sie seit 1996 ihren Dienst auf derselben Strecke fort, zwar seit 2006 vom OAO PassashirRetschTrans betrieben. Nach dem Untergang der Schwester Bulgaria auf der Wolga wurde der technische Zustand der M. Yu. Lermontov außerplanmäßig geprüft und als sehr gut befunden.
2012 wird die M. Yu. Lermontov nur von Krasnojarsk bis Igarka eingesetzt, wobei A. Matrosov und V. Chkalov der Rodina-Klasse bis Dudinka weiterfahren dürfen.